# José María Vélaz
José María Vélaz (Rancagua, 4 de diciembre de 1910 - San Ignacio del Masparro, 17 de julio de 1985), sacerdote jesuita chileno, fundador de Fe y Alegría.

## Biografía
El Padre José María Vélaz nació en Rancagua, Chile, el 4 de diciembre de 1910.A los cinco años cuando murió su padre, se quedó su madre a cargo de cuatro hijos muy pequeños. Cinco años después regresaron a España, donde estudió en el internado de los jesuitas en Tudela y en la Universidad de Zaragoza. En 1928 abandonó sus estudios de Derecho e ingresó en la Compañía de Jesús. Su formación y la situación política de España lo llevaron por varios países europeos y, cuando estaba esperando ser enviado a China, sus superiores decidieron  mandarlo a Venezuela en el año 1946.
En agosto de 1949, fue nombrado rector del Colegio San José de Mérida. Allí desarrolló el colegio y varias obras en la zona. Después fundó una red de escuelas en varios pueblitos andinos que dependían del citado colegio, para atender mayor número de alumnos. Cuando terminó su período de rector ideó una red de escuelas campesinas por los llanos de Barinas, pero el proyecto no fue aceptado por los superiores y en 1954 se le envió a la Universidad Católica Andrés Bello de Caracas. El año siguiente, en uno de los barrios más pobres de Caracas a escasos metros del Palacio Presidencial de Miraflores fundó Fe y Alegría. En 1960 se retiró de la Universidad Católica para dedicarse tiempo completo a Fe y Alegría, que en esos momentos ya contaba con 6000 alumnos de los barrios marginados de Caracas y había comenzado a extenderse a Maracaibo y Valencia.
Siguieron las fundaciones en Venezuela y Ecuador (1964), Panamá (1965), Perú y Bolivia (1966), Centroamérica y Colombia, El Salvador, Nicaragua y Guatemala, Argentina, Honduras, Paraguay, Brasil, República Dominicana, Chile, Haití y Uruguay, siguiendo un proyecto continental de alcanzar todos los países iberoamericanos. En 2007 comenzó también Fe y Alegría en África, concretamente en el Chad.
Su último viaje le llevó hasta Caicara, Puerto Ayacucho, la Gran Sabana, para explorar la creación de escuelas para los indígenas. A su regreso a la escuela del río Masparro le sorprendió la muerte el 17 de julio de 1985. Murió en completa soledad, contento porque había logrado traer unas maestras para su nueva escuela campesina.
La muerte le sorprendió una mañana en el Colegio San Ignacio del Masparro (Barinas, Venezuela). Sus restos reposan en un hermoso panteón ubicado en la Escuela de Artes Aplicadas San Javier del Valle Grande en Mérida, Venezuela. Esté sería el penúltimo colegio en ser fundado por Velaz al cual denominó “San Javier la princesa de Fe y Alegría” 
El colegio José María Velaz ubicado en la ciudad de Quito ha tenido una larga trayectoria dando conocimiento y sabiduría a los estudiantes que se han forjado en la institución y han salido triunfante en la vida. Es una institución que con las misioneras Hijas de la Sagrada Familia de Nazaret, y el apoyo de Fe y Alegría ha luchado por su objetivo de su fundador el Padre José María Velaz , es una institución que se ha dedicado en los últimos años a dar oportunidades de estudio y capacitación a los padres tratando de que la familia de cada uno de los estudiantes se vea reflejada en la familia de Nazaret.
Características
La Unidad Educativa "José María Vélaz" es una institución de prestigio donde se educan niños y jóvenes siempre tomando en cuenta los valores y poniendo en práctica los conocimientos obtenidos en las aulas de clase.
Los maestros y licenciados son personas que día a día nos enseñan todos sus conocimientos y nos enseñan a vivir siempre los valores junto a Dios.
Es un lugar de aprendizaje y conocimiento donde a los alumnos se les imparte el saber y los criterios que les permiten crecer como personas de bien para lograr todos los objetivos trazados, la cual brinda una educación de calidad basada en los valores de la familia. Es una institución cuyas puertas están abiertas para compartir los conocimientos de los maestros hacia sus estudiantes basándose en el respeto sin distinción de raza, credo y condición social.
Fe y Alegría es una institución muy linda y sobre todo muy experimentada en los procesos de estudio hacia los estudiantes para una mejor enseñanza desde su fundación hasta en el presente es una institución reconocida y excelente donde se trabaja con ahínco para ofrecer a los padres,  representantes, alumnos, jóvenes, y adultos una educación integral; una educación que asume cada vez con mayor serenidad el mundo del trabajo y que prepara a los alumnos para ejercer dignamente un oficio, que no solamente se enseña lo teórico sino que también valores los cuales sirven para ser una persona íntegra y sincera. Esta institución es como un hogar lleno del amor de Dios en la que te sientes en confianza que permite relacionarse entre personas de la misma y distinta edad otorgadas en la fe y la creencia en Dios aparte de una buena educación para la vida estudiantil.

FUNCIONES DE LA UNIDAD EDUCATIVA “JOSE MARÍA VELAZ”
1.- Promover la formación de los estudiantes para una sociedad más justa y humana.
2.- Crear en el estudiante, el hábito y la cultura del autoestudio y autoformación
3.- Formar un nivel de Bachillerato excelente y profesional a los estudiantes del plantel para un mejor desarrollo estudiantil.
4.- Formar alumnos con capacidad crítica autores de su propio desarrollo y constructoras de un porvenir mejor.
5.- Formar personas con buena educación que puedan desempeñarse muy bien en el área o ámbito de trabajo con valores humanos de compañerismo y responsabilidad.
Video
- http://www.youtube.com/watch?v=K_VJy8WFg8Y&feature=player_embedded

## Pensamiento
- "La educación de los pobres no puede ser una pobre educación"
- "la raíz más profunda de Fe y Alegría está en mi capacidad de soñar despierto"
- "Fe y Alegría es un sueño más, que va a caballo de grandes nubes de ensueños pasados y de bellas fantasmagorías que por otra parte han sido muy realistas"
- "Nuestra Alegría debe ser el fruto y la joya de nuestra Fe."
- "Fe y Alegría no se puede casar nunca con la desesperanza. Nuestra vocación de  Hombres de Activa Esperanza, frente a ese escenario inmenso de pobreza y de miseria."
- Fe y Alegría comienza donde termina el asfalto, donde no gotea el agua potable, donde la ciudad pierde su nombre
- Estoy pensando en ustedes, en los que vendrán. Estoy haciendo caminos para pasos que no serán los míos.

- Datos: Q6293353